# 0-s villamos (Miskolc)
A miskolci 0-s villamos a város legrövidebb villamosvonala volt, a 2-es villamos egyfajta betétjárata, mely kizárólag annak önálló szakaszán közlekedett. Miskolc egyik legtöbbször megszüntetett, majd újra bevezetett járata, mely mindig különféle igények mentén jött létre vagy szűnt újra meg.

## Története
Az első 0-s villamos a város ötödik villamosvonalaként indult 1970-ben, a 2-es villamos diósgyőri szakaszával megegyező útvonalon, de nem hagyta el Diósgyőrt. A Vasgyárat kötötte össze a Marx térrel, egyedüli célja a LKM-műszakváltás idején felmerülő többletigények kiszolgálása volt. Az acélmű hanyatlásával 1989-ben megszűnt. 2010-ben egy hétre újra visszaállították, a Zöld Nyíl villamosprojekt munkálatai miatt. 2012. február 23-án a város közgyűlése a járat újraindításáról döntött. Az alacsony kihasználtság miatt 2012. április 22-től ismét megszűnt, méghozzá anélkül, hogy akár egyetlen járat is leközlekedett volna (fennállása alatt mindvégig villamospótló autóbuszok közlekedtek) – bár viszonylatjelző táblák is készültek. Két évvel később, a 2014. június 16-tól esedékes menetrendváltással újra bevezették, de csak szombatonkénti közlekedéssel (a 2-es villamos helyett), és akkor is csak délelőtt. A pazarlóan üzemeltetett, alig néhány utast vonzó és ritka járatot 2015-ben a 2-es szombati újraaktiválásával együtt még megtartották, de a nyári menetrendváltással, 2015. június 15-én ismét megszűnt. 
Kezdetben FVV CSM-2 típusú villamosok közlekedtek a viszonylaton, 1970-1989 között. Az újraindításkor 2010-től SGP E1 típusú villamosok közlekedtek, majd ezek kivonása után Tatra KT8D5 villamosok. Az utolsó üzemnapokon előfordult Skoda 26T is.

## Megállóhelyei
| 0 (Újgyőri főtér – Vasgyár) |                              |          |                                              |
| Perc (↓)                    | Megállóhely                  | Perc (↑) | Átszállási kapcsolatok a járat megszűnésekor |
| 0                           | Újgyőri főtér                | 3        | 1, 1A, 6, 9, 16, 19, 21, 21B, 29, 67, 68 1   |
| 2                           | Újgyőri piac                 | ∫        | 1, 1A, 6, 16 1                               |
| 4                           | Vasgyári evangélikus templom | ∫        |                                              |
| 5                           | Vasgyár                      | 0        | 9, 19, 21, 21B, 29, 67, 68                   |